# Катастрофа Ан-12 под Омсукчаном
Катастро́фа Ан-12 под Омсукча́ном — авиационная катастрофа, произошедшая во вторник 9 августа 2011 года. Грузовой самолёт Ан-12АП авиакомпании «Авис-Амур» выполнял внутренний чартерный рейс ЛН-9209 по маршруту Комсомольск-на-Амуре—Магадан—Кепервеем, но через 40 минут после вылета из Магадана в одном из двигателей возникла утечка авиатоплива и в двигателе начался пожар, который затем перекинулся на крыло. Экипаж развернул самолёт обратно на аэропорт Магадана (Сокол), но вскоре судно потеряло управление и рухнуло на склон горы около Омсукчана (Магаданская область). Погибли все находившиеся на борту 11 человек — 9 членов экипажа и 2 пассажира.
После падения самолёта началась поисково-спасательная операция с участием как наземных поисковых групп, так и воздушного транспорта. Обломки самолёта были найдены на следующий день после катастрофы, 10 августа. Расследование причин катастрофы проводил Межгосударственный авиационный комитет (МАК), окончательный отчёт расследования был опубликован в 2012 году.

## Самолёт

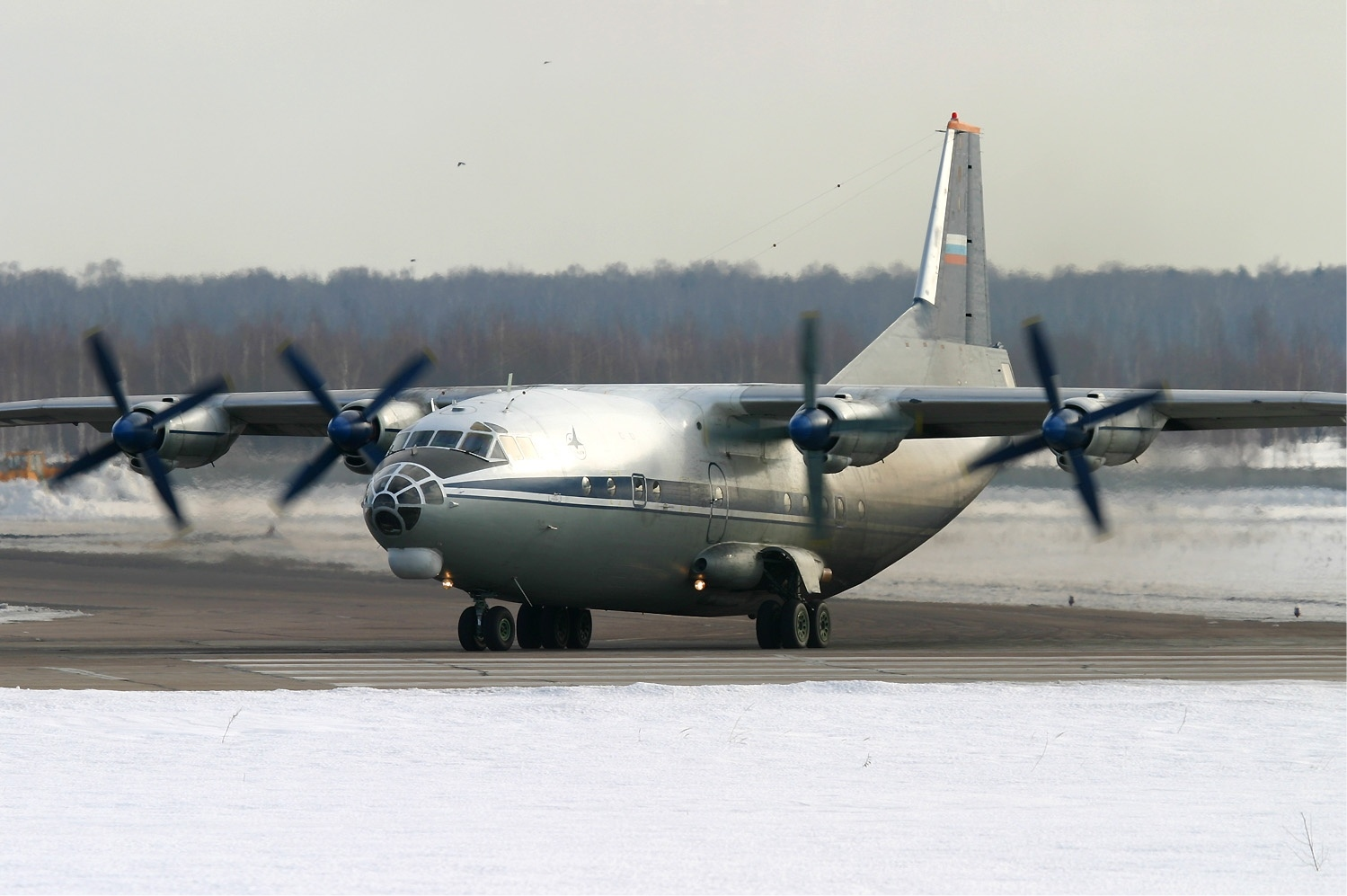
Разбившийся самолёт за 6 лет и 4 месяца до катастрофы (в период эксплуатации в Комсомольском-на-Амуре АПО имени Ю. А. Гагарина)

Ан-12АП (регистрационный номер RA-11125, заводской 3341006, серийный 10-06) был выпущен 28 февраля 1963 года Ташкентским АПО имени В. П. Чкалова (ТАПОИЧ). Принадлежал Комсомольскому-на-Амуре авиационному производственному объединению имени Ю. А. Гагарина, но был арендован (взят в лизинг) у него авиакомпанией «Авис-Амур». Оснащён четырьмя турбовинтовыми двигателями АИ-20М производства Пермского моторного завода (двигатель №1 серии 6, остальные три — серии 6А), а также ВСУ ТГ-16М (второй серии). Имел свидетельство о государственной регистрации, выданное Управлением государственного надзора за безопасностью полётов гражданских воздушных судов государственной службы гражданской авиации Министерства транспорта Российской Федерации, а также сертификат лётной годности, выданный Дальневосточным межрегиональным территориальным управлением воздушного транспорта Федерального агентства воздушного транспорта. На день катастрофы совершил 9172 цикла «взлёт-посадка» и налетал 18 709 часов.
Начал эксплуатироваться ВВС СССР с февраля 1963 года. 28 мая 1988 года был передан Комсомольскому-на-Амуре АПО, от которого сдавался в лизинг авиакомпаниям «Атлант-Союз» (с 11 сентября 1996 года по 1 сентября 1997 года и с 27 ноября 1997 года по 18 февраля 2000 года), «Волга-Днепр» (с 9 октября 2000 года по 7 июня 2002 года), «Аэрофрахт» (с 7 июня по 25 сентября 2002 года) и «Московия» (с 29 октября 2002 года по 9 октября 2003 года и с 8 декабря 2003 года по 2 ноября 2006 года). В феврале 2011 года взят в лизинг авиакомпанией «Авис-Амур».
Ранее с самолётом произошли два авиационных инцидента:
- 20 июня 2007 года два самолёта Комсомольского-на-Амуре АПО были проверены Ространснадзором в аэропорту Магадана. Оказалось, что максимальная взлётная масса первого Ан-12 (разбившийся борт RA-11125) превышена почти на 5,5 тонн, а второго (борт RA-11371) почти на 8 тонн. В отношении экипажей было возбуждено производство по делу об административном правонарушении по статье «Нарушение правил безопасности эксплуатации воздушных судов», а сертификат владельца приостановлен и полёты его самолётов запретили[4].
- 30 апреля 2011 года в аэропорту Купол в левый борт самолёта, совершившего ранее рейс из Магадана, врезался грузовик «Урал». Был повреждён грузовой люк. Самолёту потребовался ремонт[4].

Эксплуатировался 48 лет и 5 месяцев, являясь одним из самых старых эксплуатируемых самолётов Ан-12 и самым старым в России.

## Экипаж и пассажиры
На борту рейса ЛН-9209 находились 2 пассажира и 9 членов экипажа. Пассажиры находились в кабине сопровождения.
Самолётом управлял опытный экипаж, его состав был таким:
- Командир воздушного судна (КВС) — 54-летний Александр Петрович Филатов[10]. Пилот 1-го класса, окончил Бугурусланское лётное училище гражданской авиации (в 1976 году) и Комсомольский-на-Амуре политехнический институт (в 1986 году). Управлял самолётами Ан-2 и Ан-8. Налетал 15 297 часов, 6263 из них на Ан-12 (6158 из них в качестве КВС)[11].
- Второй пилот — 33-летний Роман Александрович Шадрин[10]. Пилот 2-го класса, окончил Ульяновское высшее авиационное училище гражданской авиации (в 2001 году). Управлял самолётом Як-18. Налетал 3939 часов, 3838 из них на Ан-12[12].
- Штурман — 49-летний Вячеслав Александрович Фирсов[10]. Штурман 1-го класса, окончил Кировоградское высшее летное училище гражданской авиации (в 1984 году). Управлял вертолётом Ми-6 и самолётом Ан-8. Налетал свыше 14 700 часов, 9613 из них на Ан-12[13].
- Бортмеханик — 57-летний Игорь Леонидович Александров[10]. Бортмеханик 1-го класса, окончил Славянское авиационно-техническое училище гражданской авиации (в 1973 году) и Киевский институт инженеров гражданской авиации (в 1985 году). Управлял самолётами Як-40, Ан-24 и Ту-134. Налетал 15 120 часов, 4813 из них на Ан-12[14].
- Бортрадист — 44-летний Александр Игнатьевич Любимов[10]. Бортрадист 2-го класса, окончил Омское лётно-техническое училище имени А. В. Ляпидевского (в 1986 году). Налетал 4764 часа, все на Ан-12[15].
- Бортоператор — 55-летний Николай Константинович Красиков[10]. Бортоператор 2-го класса, окончил Иркутское авиационно-техническое училище гражданской авиации (в 1976 году). Управлял самолётом Ан-8. Налетал 10 348 часов, 6746 из них на Ан-12[16].
- Проверяющий (сопровождающий груз) — 54-летний Виктор Владимирович Немытьков[17]. КВС-инструктор и пилот 1-го класса, окончил Бугурусланское лётное училище гражданской авиации (в 1976 году) и Хабаровский государственный технический университет (в 2001 году). Управлял самолётами Ан-2 и Ан-8. Налетал 16 456 часов, 10 952 из них на Ан-12 (10 083 из них в качестве КВС и 8272 из них в качестве КВС-инструктора). 14 июня 2007 года был замешан в авиационном инциденте в аэропорту Сокол, причиной которого стало нарушение правил загрузки самолёта[18].
- Авиатехники — Евгений Михайлович Гуров и Сергей Константинович Познанский[10].

## Хронология событий

### Вылет из Комсомольска-на-Амуре, посадка в Магадане
Во вторник 9 августа 2011 года Ан-12АП борт RA-11125 выполнял внутренний чартерный рейс ЛН-9209 по коммерческой перевозке груза из Комсомольска-на-Амуре в Кепервеем с промежуточной посадкой в Магадане для дозаправки. Перевозимый коммерческий груз был загружен в Комсомольске-на-Амуре и состоял из товаров народного потребления, продуктов питания, автомобильных запчастей, медикаментов и т. д.; предметов и веществ, запрещённых к перевозке воздушным транспортом, и опасного груза на борту не было. В кабине сопровождения находились 2 пассажира с авиабилетами — Алексей Воробьёв и Алевтина Мингалеева (оба были жителями Билибино).
Экипаж выполнил все обязательные процедуры перед вылетом, и в 08:54 рейс 9209 вылетел из Комсомольска-на-Амуре. В 11:43 самолёт приземлился в Магадане, с самолёта было выгружено 580 килограммов и загружено 500 килограммов коммерческого груза (загрузка в итоге составила 17 430 килограммов). В 14:37 рейс ЛН-9209 вылетел из Магадана.

### Вылет из Магадана, пожар двигателя, катастрофа

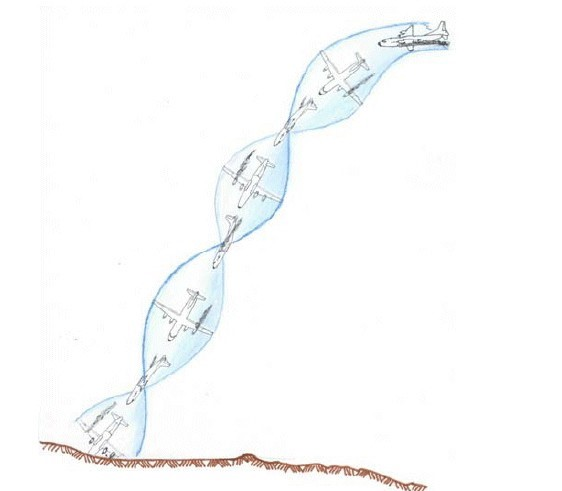
Схема падения рейса 9209

В 15:17:01 пилоты доложили авиадиспетчеру о занятии эшелона FL245 (7450 метров). В последующие 4 минуты в кабине экипажа три раза сработал сигнал атмосферного обледенения. Затем экипаж запросил набор эшелона FL265 (8100 метров), вероятно, для ухода из зоны возможного обледенения, но через 1 минуту после этого экипаж доложил авиадиспетчеру о своём решении остаться на эшелоне FL245; в этот момент пилоты (предположительно) заметили отклонения в работе топливной системы самолёта — была обнаружена утечка авиатоплива из двигателя №1, о чём штурман в 15:23:25 доложил авиадиспетчеру, указав по ошибке двигатель №4. Причиной утечки авиатоплива не могло быть внешнее воздействие на самолёт, поскольку в воздушном пространстве, где выполнялся полёт, запусков аэростатов, пусков ракет, стрельб и взрывных работ не проводилось, а для стрелкового оружия высота полёта 7500 метров является недосягаемой. Впоследствии следователи МАК посчитали, что наиболее вероятное место утечки авиатоплива из-под капота двигателя №1 — участок топливной магистрали от насоса низкого давления до командно-топливного агрегата. В 15:22:37 двигатель №1 был отключён экипажем кнопкой «КФЛ» с вводом лопастей в положение флюгирования.
Пилоты приняли решение о возврате в аэропорт Магадана и запросили снижение до эшелона FL215 (6550 метров), о чём штурман доложил авиадиспетчеру; согласно руководству по лётной эксплуатации Ан-12, высота практического потолка при одном неработающем двигателе, при номинальном режиме работающих двигателей и при фактическом полётном весе около 59 600 килограммов составляет 6700 метров. В 15:23:08 в кабине экипажа сработал сигнал «ПОЖАР В КРЫЛЕ, В ДВИГАТЕЛЕ № 1—4». Однозначно определить, в каком именно двигателе или в какой части крыла произошёл пожар, не представляется возможным. О возникновении пожара экипаж не доложил авиадиспетчеру. Сигнал регистрировался бортовым самописцем с трёхкратным прерыванием на 15—30 секунд, что может свидетельствовать о выполнении пилотами действий по применению противопожарной системы.
В 15:23:45 экипаж начал выполнять левый разворот на аэропорт Магадана с креном около 15° и одновременным снижением с небольшой вертикальной скоростью около 3 м/сек. В 15:26:35 на высоте 6500 метров и скорости 400 км/ч пилоты вывели самолёт из левого крена на курс возврата на Магадан и продолжили снижение. В 15:27:12, применив все действия по пожаротушению и не устранив пожар, экипаж доложил авиадиспетчеру о пожаре двигателя (то есть через 4 минуты и 2 секунды после первого срабатывания сигнала о пожаре) и экстренном снижении. Вероятнее всего, к этому времени пожар с двигателя №1 распространился на левое крыло, а общая температура при пожаре в этих участках уже достигала температуры плавления алюминия (около 660°С). Пожар не был устранён системой пожаротушения самолёта из-за (предположительно) непрекращающейся утечки авиационного топлива в очаг пожара. Авиатопливо могло поступать из топливной системы через незакрытый перекрывной (пожарный) кран силовой установки №1 или (наиболее вероятно) из повреждённых пожаром элементов топливной системы в левом крыле. Экипаж начал выполнять экстреннее снижение для выхода под облака, подбора и выполнения посадки на выбранную площадку. По докладу штурмана, самолёт начал снижение до высоты 3000 метров; это безопасная высота полёта для данного участка маршрута в горной местности.

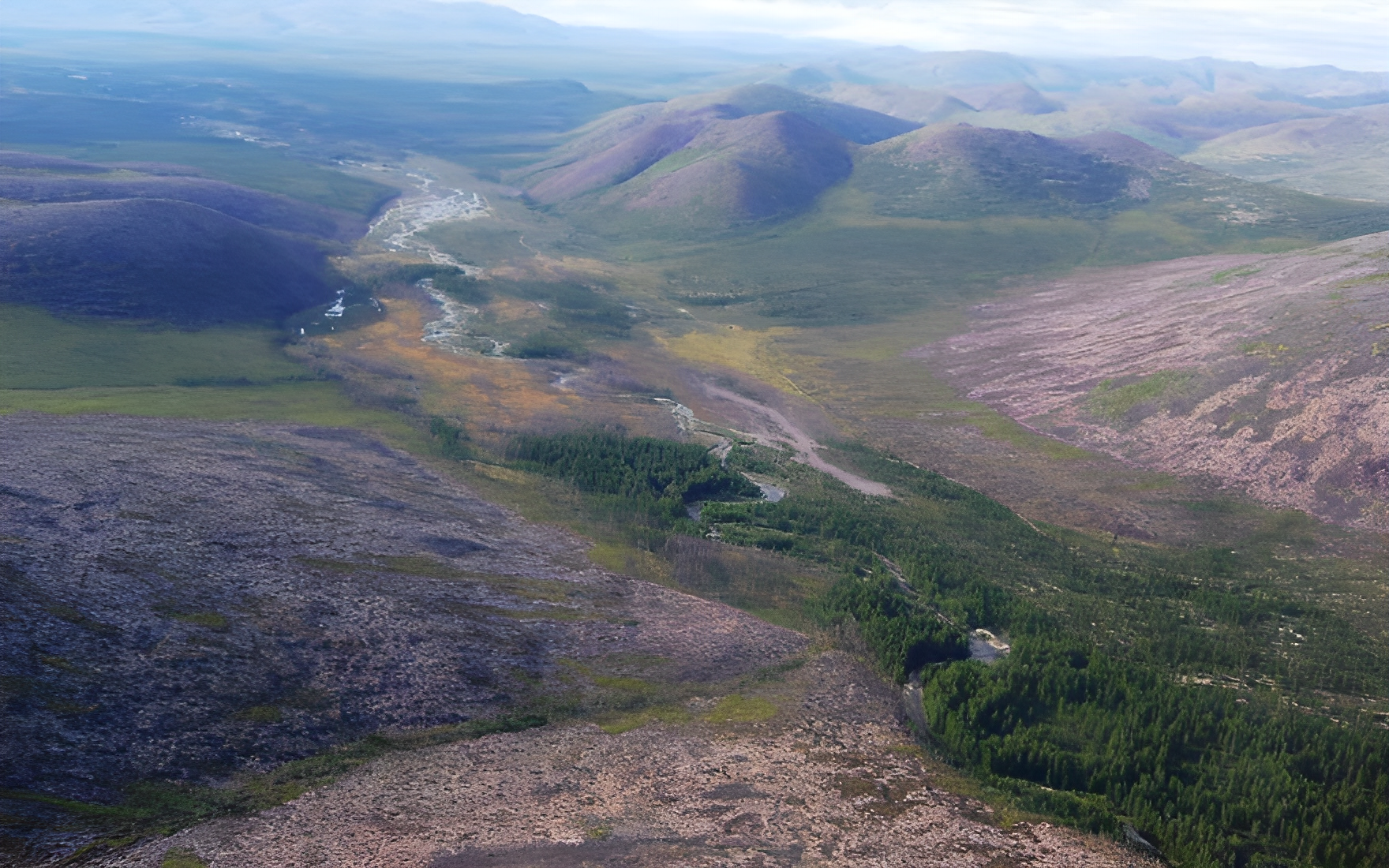
Долина реки Нябол в районе места катастрофы, 12 августа 2011 года

В 15:30:30 экипаж вывел рейс 9209 из снижения, и в течение 45 секунд самолёт находился в горизонтальном полёте на высоте около 3000 метров. Полёт проходил над горной местностью, но в это время самолёт пересекал долину реки Нябол с притоками, и при наличии визуальной видимости земли пилоты имели бы возможность выбрать место для выполнения аварийной посадки. Затем пилоты начали предпринимать энергичные попытки по парированию левого крена, отклоняя элероны вправо до «упора», однако это не привело к желаемому результату; руль направления при этом плавно отклонялся вправо до 4º. Впоследствии следователи МАК обусловили отсутствие реакции самолёта на максимальные отклонения штурвала потерей несущих свойств левой плоскости крыла самолёта из-за выгорания её конструкции и нарушением механической проводки управления левым элероном вследствие пожара, а согласно расчётам следователей МАК, истинная высота полёта рейса 9209 над рельефом местности перед началом развития левого крена составляла около 860 метров.
В 15:31:15 рейс 9209 с увеличивающимся левым креном начал терять высоту, левый крен составил 66° (и вышел за диапазон измерений бортового самописца), приборная скорость увеличилась до 500 км/ч, а вертикальная скорость снижения до 100 м/сек. С 15:31:34 рейс ЛН-9209 совершил несколько переворотов вокруг продольной оси с угловой скоростью более 60°/сек и затем врезался в склон горы. За несколько секунд до столкновения на высоте около 200-400 метров из-за больших нерасчётных перегрузок на фюзеляж при вращении и нарушения прочности конструкции крепления двигателя к крылу из-за воздействия высоких температур горящий двигатель №1 оторвался от левого крыла (сама левая плоскость крыла осталась на месте).
В 15:32 с истинным курсом около 180º, углом тангажа на пикирование более 45° и левым креном около 270° рейс ЛН-9209 столкнулся со склоном горы. При столкновении самолёт взорвался (сдетонировало авиатопливо в баках) и полностью разрушился. Катастрофа произошла в Омсукчанском районе Магаданской области в 82 километрах юго-западнее контрольной точки аэропорта Омсукчан и в 310 километрах севернее Магадана. Все 11 человек на его борту погибли.

## Последующие события

### Ранние данные
По данным администрации Магаданской области, самолёт мог совершить аварийную посадку в 50 километрах от аэропорта Омсукчан.
Как сообщило издание «Дебри-ДВ», сразу после катастрофы СМИ торопливо публиковали данные о ней безо всякой проверки. Это породило в интернете различные слухи и публикации «жёлтых» сюжетов: о причастности к катастрофе военных частей, проводивших пуски ракет с позиций на Камчатке, перегрузе самолёта, загруженного сверх нормы взрывчаткой, опасном радиационном грузе для АЭС и т. д.
Также появилась версия, что самолёт под видом продовольствия перевозил золото, но её опровергли в дальневосточном следственном управлении на транспорте Следственного комитета России и авиакомпании «Авис-Амур». Возможно, такие предположения были вызваны тем обстоятельством, что 9 августа 2011 года в аэропорту Магадана на борт другого самолёта действительно загружалось золото, которое благополучно было доставлено в Москву.
В качестве версий причин катастрофы следователи начали рассматривать ошибки экипажа, техническую неисправность и некачественное авиатопливо.

### Поисковые работы

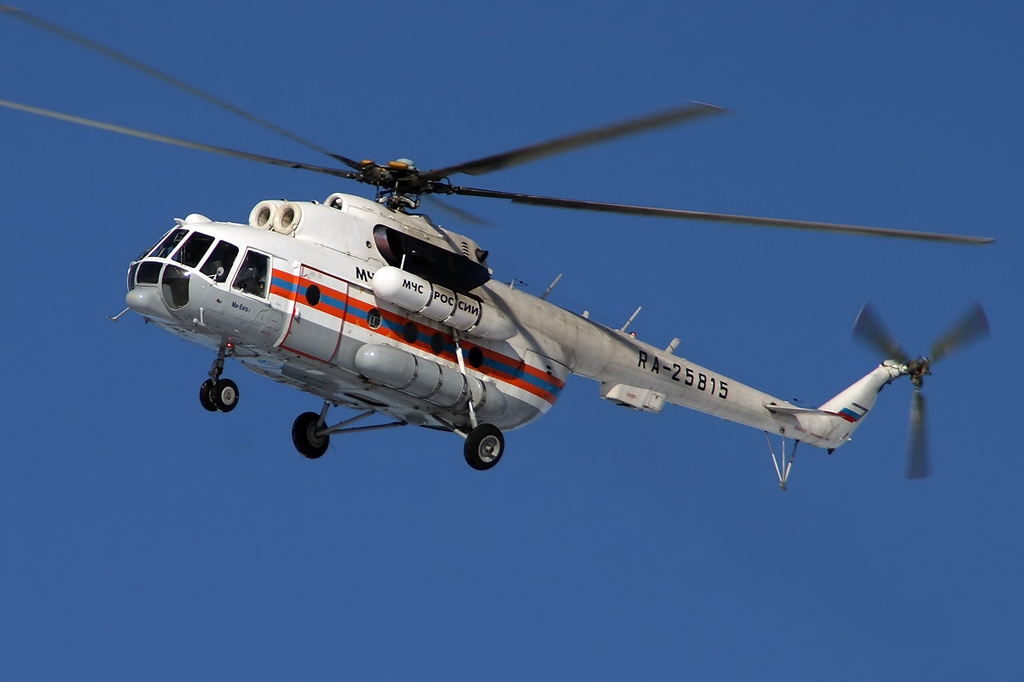
В поисковых работах принимали участие два вертолёта Ми-8, экипаж одного из них обнаружил место катастрофы

В 15:28:22 руководитель полётов районного центра единой системы организации воздушного движения Магадана передал руководителю полётов магаданского аэропорта Сокол информацию о расчётном времени посадки самолёта Ан-12АП борт RA-11125, возвращающегося в аэропорт с пожаром двигателя. Руководитель полётов аэропорт объявил сигнал «Готовность, пожар двигателя» всем службам аэропорта. Затем был объявлен сигнал «Тревога». Аэропорт был закрыт, перестав отправлять и принимать самолёты.
После того, как борт RA-11125 не приземлился в аэропорту Сокол, его поисками с воздуха занялись два вертолёта Ми-8, а также самолёты Бе-200 и Ан-26. Первоначально поиски с воздуха результатов не дали. Из Омсукчана к предполагаемому месту катастрофы вышла группа спасателей МЧС России, в состав которой также вошли сотрудники местного пожарного гарнизона. Поисковую операцию сильно осложняли низкая облачность, сумерки и дождь. После улучшения погоды воздушные поиски рейса ЛН-9209 возобновились, но снова прекратились после наступления ночи, продолжившись утром 10 августа. Поиск наземными группами сильно осложняли горный рельеф и прошедшие дожди.
На самолёте было установлено два аварийных радиомаяка: стационарный АРМ-406П и переносной АРМ-406АС1. Позже комиссия МАК сочтёт, что стационарный АРМ-406П был включён по команде КВС бортрадистом нажатием кнопки-табло «АВАРИЯ — АРМ» на пульте ПДУ-406. Первый сигнал от радиомаяка, не содержащий координат, получен в 15:32. В последующем было получено ещё два сигнала за время 15:27 и 15:29, но уже с координатами. Точка за 15:27 находилась на удалении 75 километров от места пропадания отметки самолёта с экрана радара, а за 15:29 — на удалении 93 километров.
10 августа начальник Межрегионального управления Росавиации по обслуживанию воздушного движения и авиационно-космического поиска и спасания в Дальневосточном федеральном округе издал приказ о создании оперативного штаба для проведения поисково-спасательной операции. К 10 августа в поисках было задействовано 123 человека и 21 единица техники. В 17:33 того же дня экипаж одного из вертолётов Ми-8 визуально обнаружил место катастрофы.
В 18:10 10 августа вертолёт Ми-8 произвёл посадку примерно на расстоянии 1 километра от места катастрофы. Попытка членов экипажа вертолёта самостоятельно обнаружить экипаж и пассажиров разбившегося борта не принесла результатов. В 18:35 Ми-8 произвёл взлет и в 19:06 приземлился в аэропорту Омсукчан. В 19:08 оттуда взлетел другой вертолёт Ми-8 с 13 спасателями МЧС России на борту, в 19:35 он произвёл посадку в районе падения самолёта и высадил спасателей; позже на место были доставлены другие группы спасателей. В 15:42 11 августа спасатели обнаружили фрагменты тел погибших членов экипажа и пассажиров. В 18:35 поисковые работы были объявлены завершёнными.

### Последствия для авиакомпании «Авис-Амур»
После катастрофы единственного Ан-12 в авиапарке «Авис-Амур» остались четыре вертолёта Ми-8 и один Ми-2. 13 августа 2011 года действие сертификата эксплуатанта авиакомпании было приостановлено, а по истечении 3 месяцев (24 ноября) аннулировано. 12 декабря авиакомпания «Авис-Амур» была переименована в авиакомпанию «Орлан».

## Расследование
19 августа следственно-оперативная группа дальневосточного следственного управления на транспорте Следственного комитета России завершила осмотр места катастрофы. В ходе осмотра следователи изъяли 35 килограммов вещественных доказательств, необходимых для установления обстоятельств катастрофы. Эти предметы были отданы на экспертные исследования. Бортовые самописцы и бортовой журнал, найденные на месте катастрофы, были переданы для исследования комиссии Межгосударственного авиационного комитета (МАК). Следователи провели обыски в помещениях авиакомпании-эксплуатанта «Авис-Амур», была изъята соответствующая документация.
Дальневосточным следственным управлением на транспорте Следственного комитета России было возбуждено уголовное дело по части третьей статьи 263 УК РФ — «Нарушение правил безопасности движения воздушного транспорта».
При расследовании уголовного дела заключением судебно-медицинской экспертизы установлено, что все находившиеся на борту самолёта 11 человек погибли в результате воздействия запредельных перегрузок при ударе самолёта о землю. При проведении молекулярно-генетических экспертиз были идентифицированы 10 из 11 человек, находившихся на борту. Также по делу назначалась взрывотехническая экспертиза, на разрешение которой были поставлены вопросы о наличии следов взрывчатых веществ на борту и соответствие авиатоплива ГОСТу. Единственным неидентифицированным остался штурман Фирсов. Суд признал его погибшим в конце зимы 2012 года.
В МАК была сформирована комиссия по расследованию причин катастрофы рейса ЛН-9209 с привлечением специалистов заинтересованных ведомств. Комиссию возглавил Виталий Пестов.
Вечером 18 августа бортовые самописцы были доставлены в лабораторию МАК. На следующий день следователи осмотрели и вскрыли их. Контейнеры бортовых самописцев оказались сильно деформированы, лентопротяжные механизмы разрушены, а магнитная лента и проволочный звуконоситель серьёзно повреждены и сильно фрагментированы.
25 апреля 2012 года расследование было завершено публикацией окончательного отчёта.

### Причины
Согласно окончательному отчёту расследования МАК, причиной катастрофы рейса ЛН-9209 стала потеря поперечной управляемости из-за потери несущих свойств левой плоскости крыла и возможного нарушения целостности тяг проводки управления левым элероном. Это привело к интенсивному вращению самолёта по крену влево и столкновению со склоном горы. Причиной потери несущих свойств левой плоскости крыла и возможного нарушения целостности тяг проводки управления левым элероном явился пожар, возникший в полёте в хвостовом отсеке мотогондолы первой силовой установки и распространившийся на крыло самолёта.
Причиной пожара (предположительно) стала утечка авиатоплива из дюритовых соединений топливной магистрали от насоса низкого давления до командно-топливного агрегата силовой установки №1 и его воспламенение при попадании на горячую часть двигателя. Из-за полного разрушения самолёта установить место утечки авиатоплива и собственно причину утечки не представилось возможным. Невозможности устранения пожара на ранней стадии системой пожаротушения могла способствовать задержка в отключении двигателя №1 (не менее 2 минут после обнаружения утечки авиатоплива) из-за отсутствия в руководстве по лётной эксплуатации самолёта Ан-12 указаний экипажу по действиям при утечке авиатоплива из-под капота двигателя в полёте. Горный характер местности, отсутствие визуальной видимости земли из-за сплошной облачности на безопасной высоте полёта и дефицит времени из-за продолжающегося пожара не позволили экипажу подобрать место для аварийной посадки.

## Память и культурные аспекты
- На месте крушения был установлен православный крест, изготовленный в Омсукчане[31].
- Поэт Юрий Белов в память о катастрофе написал стихотворение «Последний рейс»[31].
- Певец Николай Вольный в память о катастрофе написал песню «Посвящение погибшим лётчикам»[52].

## Комментарии
1. ↑  Следователи провели расчёты возможности выполнения экстренней посадки в аэропорту Омсукчан, который находился по курсу самолёта на удалении примерно 35 километров и через ОПРС которого выполнялся маршрутный полёт. Они пришли к выводу, что визуальный заход с помощью ОПРС, в условиях близких к минимуму аэродрома, с максимальным посадочным весом около 58 тонн, пожаром в районе крайнего левого двигателя, на горный аэродром с грунтовой ВПП, был бы крайне сложен. Последующая потеря поперечной управляемости самолёта вследствие пожара сделала заход и посадку в аэропорт Омсукчан практически невозможными[22].